# Турци в Черна гора
Турците в Черна гора (на турски: Karadağ Türkleri) са етническа група в Черна гора.

## История
През 1496 г. Османската империя завладява Черна гора, като завещава значителен брой турци заради османската колонизация. Въпреки това, в началото на 20 век, след като османците са победени в Балканските войни, голяма част от турците заедно с други мюсюлмани, които живеят в страната, напускат и заминават към Турция.

## Численост
Общо 104 (2011) турци живеят в страната.

### Религия
97% от турците в Черна гора изповядват исляма. Изключително малка част от тях нямат религия.

### Диаспора
Голяма част от турците в страната са емигрирали в Турция и живеят основно в Истанбул и Измир.